# De bello Gothico
Il De bello Gothico (ossia "La guerra gotica" o "La guerra contro i Goti") è un poema epico latino, a opera del poeta Claudio Claudiano. Il poemetto è incentrato sulla vittoria di Stilicone su Alarico nella battaglia di Pollenzo.

## Contenuto e stile
La descrizione della battaglia tra Alarico e Stilicone è caratterizzata secondo gli schemi tipici del poema epico classico, con ispirazione a Virgilio e Lucano. La descrizione di Stilicone è del tutto positiva e celebrativa, rappresentato come il salvatore di Roma, a differenza di Alarico, raffigurato come il rozzo barbaro desideroso di distruggere della gloria romana.  La struttura del poema è molto breve, non scandita in libri, essendo ormai il gusto alessandrino onnipresente nella letteratura latina, e abbondando lo schema stilistico della "ekfraseis", ossia la divagazione culturale di stampo mitologico e culturale. Tra i vari esempi vi è il ratto di Proserpina, stante a rappresentare in maniera continua il tentativo dei barbari di profanare la bellezza e la gloria eterna romana.
Claudiano cita la ribellione dello schiavo Spartaco, avvenuta quasi cinque secoli prima, per accostare la debolezza dei Romani del V secolo all'ignominiosa sconfitta subita dalla Repubblica per opera dello "schiavo che sfidò l'impero". Lo stile, rispecchiando quello dei classici di Virgilio e Lucano, includendo la parte didascalico-mitica tratta da Lucrezio, appare artificioso e costruito, con le esaltazioni nella descrizione delle battaglie che abbracciano la caratteristica del panegirico.

## Edizioni
- De bello gothico, a cura di Giovanni Garuti, Collana Edizioni e saggi univ. di filologia classica, Pàtron, 1979, ISBN 978-88-55-51603-7.
- De bello gothico, a cura di Giovanni Garuti, Collana Filologia classica, Japadre, 1991, ISBN 978-88-70-06263-2.
- Claudio Claudiano, Il rapimento di Proserpina. La guerra dei Goti, a cura di Franco Serpa, Volume 311 di Classici greci e latini, 2ª ed., Milano, BUR, 1988, ISBN 88-17-12311-0.

| Controllo di autorità | VIAF (EN) 193680878 · LCCN (EN) no2017036544 · GND (DE) 4360338-5 |